# 4851 Vodopʹyanova
4851 Vodopʹyanova eller 1976 US1 är en asteroid i huvudbältet som upptäcktes den 26 oktober 1976 av den ryska astronomen Tamara Smirnova vid Krims astrofysiska observatorium på Krim. Den har fått sitt namn efter Galina P. Vodopʹyanova.
Den tillhör asteroidgruppen Maria.